# Lupcourt
Lupcourt – miejscowość i gmina we Francji, w regionie Grand Est, w departamencie Meurthe i Mozela.
Według danych na rok 1990 gminę zamieszkiwały 273 osoby, a gęstość zaludnienia wynosiła 39 osób/km² (wśród 2335 gmin Lotaryngii Lupcourt plasuje się na 776. miejscu pod względem liczby ludności, natomiast pod względem powierzchni na miejscu 833.).

## Populacja

Populacja Lupcourt w latach 1962–2008